# Lolitas
Die Lolitas (auch bekannt als Les Lolitas) waren eine deutsch-französische- und italienische Rockband. Sie wurde in den 1980er Jahren in Berlin gegründet und spielte vorwiegend französischen Gitarren-Rock.

## Geschichte
Mitte der 1980er kam die 1964 geborene Françoise Cactus nach West-Berlin. Sie verdingte sich als DJ und arbeitete als Layouterin bei Die Tageszeitung. 1986 gründete sie zusammen mit dem Franzosen Coco Neubauer und dem Italiener Mike B. Bordini (Michele Tutti Frutti) die Band Lolitas. Sie selbst sang, schrieb die meisten Texte und bediente auch das Schlagzeug. Das Trio wurde bald durch Olga La Basse verstärkt, die den Bass übernahm. Später wurde Gitarrist Tutti Frutti durch Tex Morton ersetzt. Die Band spielte schnellen, punkigen Rock mit überwiegend französischen Texten. Verglichen wurde die Band mit The Velvet Underground und der Gesang und das Auftreten von Cactus mit Nico.
Die Band machte sich schnell einen Namen in der West-Berliner Musikszene und veröffentlichte mehrere Alben über What’s So Funny About…, Vielklang und New Rose Records. Bekannt wurde vor allem ihr Song D’yer Maker, eine Coverversion von Led Zeppelin, die Cactus von einer typischen Herzschmerz-Rockballade zu einer feministischen Punk-Hymne umarbeitete.
1992 lösten Coco und Françoise die Lolitas auf. Coco Neubauer wanderte anschließend nach Amerika aus, (USA und Guadeloupe). Françoise Cactus gründete ein Jahr später mit ihrem Partner Brezel Göring, der zunächst bei den Auftritten der Lolitas als „Der böhmische Elvis“ im Vorprogramm auftrat, die Band Stereo Total.

## Diskografie

### Alben
- 1986: Lolitas (LP, What’s So Funny About)
- 1987: Series Americaines (LP, What’s So Funny About)
- 1989: Fusée d'Amour (LP, Vielklang)
- 1990: Bouche-baiser (LP, Vielklang)
- 1991: La Fiancée du Pirate (Live-LP, Vielklang)
- 1992: My English Sucks (LP, Vielklang)

### Kompilationen
- 1998: New York Memphis (Last Call Records)

### EPs
- 1989: Hara Kiri (12"-EP, Vielklang)
- 1990: Bambino (4-Track-7"-EP, Vielklang)

### Singles
- 1987: Touche Moi (New Rose Records)
- 1988: La Fille Qui Se Promène Sur Les Rails (New Rose Records)
- 1988: Cannelle (New Rose Records)
- 1990: Solo Solo Solo Solo (Doppel-Single, Vielklang)
- 1990: Le Kit Single (Rock Hardi)
- 1990: Le Cadeau – Hot Number (New Rose Records)
- 1991: Ton Cheval (Vielklang)

### Weitere Veröffentlichungen
- 1987: Il est terrible, zusammen mit Frank Mandolino auf The Sound & The Fury, Big Store, BST 006
- 1989: Not Fade Away auf Everyday Is a Holly Day - Tribute to Buddy Holly, ROSE 175
- 1989: I’m Alright auf The Ghost Of Brian - The Brian Jones Memorial Album
- 1990: Ne me regarde pas comme ça, auf Naturidentische Paradise, RA 3
- 1991: Elle se balance, auf Live aus Kremlin Vol. 2, Rose 248
- 1992: Crazy Little Thing Called Love auf The Queen Is Dead - The Royal Salute